# Alice Taglioni
Alice Taglioni (Ermont, 26 luglio 1976) è un'attrice francese.

## Biografia
Alice Taglioni nasce ad Ermont, nel dipartimento francese della Val-d'Oise, da una famiglia benestante di origini in parte italiane (il padre è d'origine lombarda) e inserita nel mondo dello spettacolo. La sua prima passione è stata il pianoforte ma ha anche studiato danza. Da giovane ha partecipato a concorsi di bellezza e sfilate. Vince il titolo di Miss Corsica nel 1996 ma rifiuta di partecipare al concorso nazionale di Miss France. È stata il volto ufficiale di note marche di lusso.
Inizia a prendere lezioni di recitazione e dopo qualche piccola apparizione sia a teatro che al cinema arriva la grande occasione con il film Grande école dopo il quale arrivano ruoli sempre più importanti.

### Vita privata

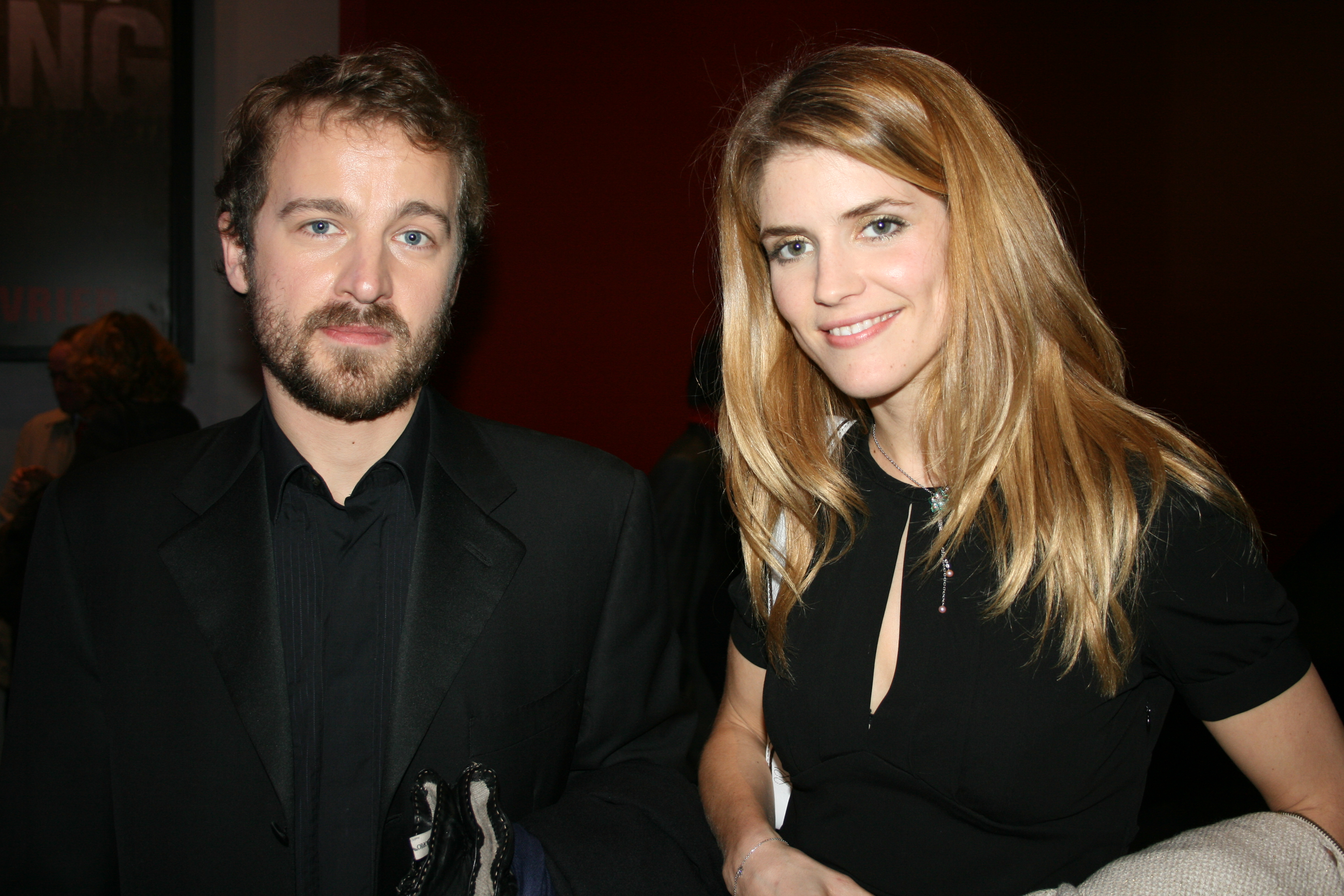
Jocelyn Quivrin e Alice Taglioni all'anteprima del film Notre univers impitoyable, a Parigi nel 2008.

È stata la compagna dell'attore Jocelyn Quivrin, fino al 15 novembre 2009, quando Quivrin è morto in un incidente d'auto. I due si erano conosciuti sul set di Grande école e dalla loro unione era nata Charlie, il 18 marzo 2009, pochi mesi prima dell'incidente.
Dal 2014 è la compagna di Laurent Delahousse, volto del principale telegiornale francese. Dalla loro unione nel 2016 è nata la figlia Swann.

## Filmografia

### Cinema
- Premier nu, regia di Jérôme Debusschère - cortometraggio (2001)
- La bande du drugstore, regia di François Armanet (2002)
- Jet Lag (Décalage horaire), regia di Danièle Thompson (2002)
- Nel labirinto del terrore (Brocéliande), regia di Doug Headline (2003)
- Le pharmacien de garde, regia di Jean Veber (2003)
- Rien que du bonheur, regia di Denis Parent (2003)
- Il cuore degli uomini (Le coeur des hommes), regia di Marc Esposito (2003)
- Grande école, regia di Robert Salis (2004)
- Mensonges et trahisons et plus si affinités..., regia di Laurent Tirard (2004)
- L'ultimatum, regia di Sébastien Lafarge - cortometraggio (2005)
- Sky Fighters (Les Chevaliers du ciel), regia di Gérard Pirès (2005)
- Le cactus, regia di Gérard Bitton e Michel Munz (2005)
- La Pantera Rosa (The Pink Panther), regia di Shawn Levy (2006)
- Una top model nel mio letto (La Doublure), regia di Francis Veber (2006)
- L'île au(x) trésor(s), regia di Alain Berbérian (2007)
- Acteur, regia di Jocelyn Quivrin - cortometraggio (2007)
- Détrompez-vous, regia di Bruno Dega (2007)
- Notre univers impitoyable, regia di Léa Fazer (2008)
- Sans arme, ni haine, ni violence, regia di Jean-Paul Rouve (2008)
- Cash - Fate il vostro gioco (Cash), regia di Éric Besnard (2008)
- La Proie, regia di Éric Valette (2011)
- In fuga con il nemico (Zaytoun), regia di Eran Riklis (2012)
- Paris-Manhattan, regia di Sophie Lellouche (2012)
- 11 donne a Parigi (Sous les jupes des filles), regia di Audrey Dana (2014)
- On a marché sur Bangkok, regia di Olivier Baroux (2014)
- Premiers Crus, regia di Jérôme Le Maire (2015)
- Puerto Ricans in Paris, regia di Ian Edelman (2015)
- Riparare i viventi (Réparer les vivants), regia di Katell Quillévéré (2016)
- Tutti i ricordi di Claire (La Dernière Folie de Claire Darling), regia di Julie Bertuccelli (2018)
- Fantasie (Les Fantasmes), regia di David e Stéphane Foenkinos (2021)
- Nice Girls, regia di Noémie Saglio (2024)

### Televisione
- Hélène e i suoi amici - serie TV, episodio 1x246, non accreditato (1994)
- Quatre copains, regia di Stéphane Kurc - film TV, non accreditato (2001)
- Ton tour viendra, regia di Harry Cleven - film TV (2002)
- Il commissariato Saint Martin (P.J.) - serie TV, episodio 6x04 (2002)
- La vie devant nous - serie TV (2002)
- Frank Riva - serie TV, episodio 1x02 (2003)
- Adventure Inc. - serie TV, episodio 1x22 (2003)
- Les enquêtes d'Éloïse Rome - serie TV, episodio 3x02 (2003)
- Crossing Lines - serie TV, episodio 1x10 (2013)
- Mystery in Paris - serie TV, episodio 1x04 (2017)

## Doppiatrici italiane
Nelle versioni in italiano dei suoi film, Alice Taglioni è stata doppiata da:
- Michela Alborghetti in Sky Fighters
- Francesca Manicone in Cash - Fate il vostro gioco
- Daniela Abbruzzese in Tutti i ricordi di Claire
- Chiara Colizzi in Una top model nel mio letto
- Ughetta d'Onorascenzo in 11 donne a Parigi
- Ilaria Latini in Riparare i viventi
- Federica De Bortoli in Nice Girls